# Jakub Hanák
Jakub Hanák (ur. 26 marca 1983 w Uherskim Hradišciu) – czeski wioślarz, reprezentant Czech w wioślarskiej czwórce podwójnej podczas Letnich Igrzysk Olimpijskich w Pekinie.

## Osiągnięcia
- Mistrzostwa Świata – Mediolan 2003 – czwórka podwójna – 2. miejsce[1].
- Igrzyska Olimpijskie – Ateny 2004 – czwórka podwójna – 2. miejsce[1].
- Mistrzostwa Świata – Gifu 2005 – czwórka podwójna – 4. miejsce[1].
- Mistrzostwa Świata – Eton 2006 – czwórka podwójna – 5. miejsce[1].
- Mistrzostwa Świata – Monachium 2007 – czwórka podwójna – 5. miejsce[1].
- Mistrzostwa Europy – Poznań 2007 – ósemka – 1. miejsce[2].
- Mistrzostwa Europy – Ateny 2008 – czwórka podwójna – 4. miejsce[2].
- Igrzyska Olimpijskie – Pekin 2008 – czwórka podwójna – 10. miejsce[1].